# Campionati del mondo di ciclocross 2013 - Gara maschile Under-23
La gara maschile Under-23 dei Campionati del mondo di ciclocross 2013, diciottesima edizione della prova, si svolse il 2 febbraio 2013 con partenza ed arrivo da Louisville negli Stati Uniti, su un percorso totale di 19,58 km. La vittoria fu appannaggio dell'olandese Mike Teunissen, il quale terminò la gara in 48'40", precedendo i belgi Wietse Bosmans e Wout van Aert terzo.
I corridori che presero il via furono 42, dei quali 39 completarono la gara.

## Squadre partecipanti
| N. atleti | Cod. | Squadra   |
| --------- | ---- | --------- |
| 6         | BEL  | Belgio    |
| 3         | CAN  | Canada    |
| 4         | CZE  | Rep. Ceca |
| 1         | DEN  | Danimarca |
| 3         | FRA  | Francia   |
| 1         | GER  | Germania  |

| N. atleti | Cod. | Squadra       |
| --------- | ---- | ------------- |
| 3         | GBR  | Gran Bretagna |
| 2         | JPN  | Giappone      |
| 5         | NLD  | Paesi Bassi   |
| 1         | ESP  | Spagna        |
| 4         | SUI  | Svizzera      |
| 6         | USA  | Stati Uniti   |

## Ordine d'arrivo (Top 10)
| Pos. | Corridore               | Squadra     | Tempo   |
| ---- | ----------------------- | ----------- | ------- |
| 1    | Mike Teunissen          | Paesi Bassi | 48'40"  |
| 2    | Wietse Bosmans          | Belgio      | a 14"   |
| 3    | Wout van Aert           | Belgio      | a 22"   |
| 4    | Tijmen Eising           | Paesi Bassi | a 35"   |
| 5    | Jens Adams              | Belgio      | a 38"   |
| 6    | Laurens Sweeck          | Belgio      | a 54"   |
| 7    | Michiel van der Heijden | Paesi Bassi | a 1'05" |
| 8    | Michael Vanthourenhout  | Belgio      | a 1'15" |
| 9    | Corné van Kessel        | Paesi Bassi | a 1'29" |
| 10   | Gianni Vermeersch       | Belgio      | a 1'34" |